# Liste der Bodendenkmäler in Alzenau
Auf dieser Seite sind die Bodendenkmäler in der unterfränkischen Stadt Alzenau zusammengestellt. Diese Tabelle ist eine Teilliste der Liste der Bodendenkmäler in Bayern. Grundlage ist die Bayerische Denkmalliste, die auf Basis des Bayerischen Denkmalschutzgesetzes vom 1. Oktober 1973 erstmals erstellt wurde und seither durch das Bayerische Landesamt für Denkmalpflege geführt wird. Die folgenden Angaben ersetzen nicht die rechtsverbindliche Auskunft der Denkmalschutzbehörde.

## Bodendenkmäler der Gemeinde Alzenau

### Bodendenkmäler im Ortsteil Albstadt
| Lage                | Objekt                                                            | Akten-Nr.     | Bild |
| ------------------- | ----------------------------------------------------------------- | ------------- | ---- |
| Albstadt (Standort) | Befunde und Funde des späten Mittelalters und der frühen Neuzeit. | D-6-5820-0007 |      |
| Albstadt (Standort) | Siedlung der Linearbandkeramik.                                   | D-6-5820-0009 |      |

### Bodendenkmäler im Ortsteil Alzenau
| Lage               | Objekt | Akten-Nr.     | Bild |
| ------------------ | --- | ------------- | ---- |
| Alzenau (Standort) | Spätmittelalterlicher Burgstall Randenburg mit hochmittelalterlichem Vorgängerbau.                                                      | D-6-5920-0004 |      |
| Alzenau (Standort) | Hoch- und spätmittelalterlicher Burgstall.                                                                                              | D-6-5920-0005 |      |
| Alzenau (Standort) | Hoch- und spätmittelalterlicher ebenerdiger Ansitz.                                                                                     | D-6-5920-0006 |      |
| Alzenau (Standort) | Bestattungsplatz mit Grabhügeln vorgeschichtlicher Zeitstellung mit Bestattungen der Hallstattzeit.                                     | D-6-5920-0007 |      |
| Alzenau (Standort) | Brandgräber der Urnenfelderzeit. | D-6-5920-0008 |      |
| Alzenau (Standort) | Untertägige Teile der spätmittelalterlichen und frühneuzeitlichen Burg von Alzenau i.UFr.                                               | D-6-5920-0011 |      |
| Alzenau (Standort) | Siedlung der Hallstattzeit. | D-6-5920-0012 |      |
| Alzenau (Standort) | Verebnete Grabhügel vorgeschichtlicher Zeitstellung.                                                                                    | D-6-5920-0017 |      |
| Alzenau (Standort) | Wüstung des späten Mittelalters. | D-6-5920-0073 |      |
| Alzenau (Standort) | Bestattungsplatz mit Grabhügeln vorgeschichtlicher Zeitstellung.                                                                        | D-6-5920-0077 |      |
| Alzenau (Standort) | Untertägige Teile der frühneuzeitlichen Katholischen Pfarrkirche St. Justinus von Alzenau i.UFr. sowie Körpergräber der frühen Neuzeit. | D-6-5920-0096 |      |
| Alzenau (Standort) | Untertägige Teile der ehemalige mittelalterlichen und frühneuzeitlichen Pfarrkirche von Wilmundsheim/Alzenau i.UFr.                     | D-6-5920-0097 |      |

### Bodendenkmäler im Ortsteil Hörstein
| Lage                | Objekt | Akten-Nr.     | Bild |
| ------------------- | --- | ------------- | ---- |
| Hörstein (Standort) | Vorgeschichtliche Grabhügel. | D-6-5920-0022 |      |
| Hörstein (Standort) | Brandgräber der jüngeren Latènezeit. | D-6-5920-0023 |      |
| Hörstein (Standort) | Körpergräber der Völkerwanderungszeit. | D-6-5920-0024 |      |
| Hörstein (Standort) | Siedlung oder Flachgräber vor- und frühgeschichtlicher Zeitstellung.                                                                                                 | D-6-5920-0076 |      |
| Hörstein (Standort) | Siedlung vor- und frühgeschichtlicher Zeitstellung. | D-6-5920-0078 |      |
| Hörstein (Standort) | Siedlung vor- und frühgeschichtlicher Zeitstellung. | D-6-5920-0079 |      |
| Hörstein (Standort) | Siedlung vor- und frühgeschichtlicher Zeitstellung. | D-6-5920-0080 |      |
| Hörstein (Standort) | Verebnete Grabhügel vorgeschichtlicher Zeitstellung. | D-6-5920-0086 |      |
| Hörstein (Standort) | Siedlung vorgeschichtlicher Zeitstellung. | D-6-5920-0093 |      |
| Hörstein (Standort) | Siedlung oder Flachgräber vor- und frühgeschichtlicher Zeitstellung.                                                                                                 | D-6-5920-0094 |      |
| Hörstein (Standort) | Untertägige Teile der ehemalige Wehrkirche und spätmittelalterlichen und frühneuzeitlichen Katholischen Pfarrkirche Mariä Himmelfahrt und St. Bernhard von Hörstein. | D-6-5920-0098 |      |
| Hörstein (Standort) | Archäologische Befunde im Bereich der frühneuzeitlichen, in der späten Neuzeit erweiterten Katholischen Wilgefortiskapelle bei Hörstein.                             | D-6-5920-0108 |      |
| Hörstein (Standort) | Archäologische Befunde im Bereich des spätneuzeitlichen jüdischen Friedhofs bei Hörstein.                                                                            | D-6-5920-0109 |      |

### Bodendenkmäler im Ortsteil Kälberau
| Lage                | Objekt | Akten-Nr.     | Bild |
| ------------------- | --- | ------------- | ---- |
| Kälberau (Standort) | Archäologische Befunde im Bereich der spätmittelalterlichen und frühneuzeitlichen Katholischen Wallfahrtskirche Maria zum Rauhen Wind von Kälberau; mit ehemalige Kirchhof. | D-6-5920-0100 |      |

### Bodendenkmäler im Ortsteil Michelbach
| Lage                  | Objekt | Akten-Nr.     | Bild |
| --------------------- | --- | ------------- | ---- |
| Michelbach (Standort) | Abschnittsbefestigung mit Funden der jüngeren Latènezeit. | D-6-5820-0005 |      |
| Michelbach (Standort) | Untertägige Teile des ehemaligen frühneuzeitlichen Wasserschlosses von Michelbach; mit ehemalige Ökonomiegebäuden.                                                                           | D-6-5820-0010 |      |
| Michelbach (Standort) | Untertägige Teile der mittelalterlichen und frühneuzeitlichen Katholischen Pfarrkirche St. Gallus, St. Laurentius und St. Sebastian von Michelbach mit Körpergräbern im ummauerten Kirchhof. | D-6-5820-0011 |      |
| Michelbach (Standort) | Untertägige Teile des frühneuzeitlichen Schlosses von Maisenhausen. | D-6-5820-0013 |      |

### Bodendenkmäler im Ortsteil Wasserlos
| Lage                 | Objekt | Akten-Nr.     | Bild |
| -------------------- | --- | ------------- | ---- |
| Wasserlos (Standort) | Bestattungsplatz mit Grabhügeln vorgeschichtlicher Zeitstellung.                                                            | D-6-5920-0021 |      |
| Wasserlos (Standort) | Burgstall des Mittelalters.                                                                                                 | D-6-5920-0028 |      |
| Wasserlos (Standort) | Abgegangene Mühle (Bergmühle) der frühen Neuzeit.                                                                           | D-6-5920-0075 |      |
| Wasserlos (Standort) | Mittelalterliche Vorgängerburg und untertägige Teile des ehemaligen Schlosses von Wasserlos mit ehemalige Ökonomiegebäuden. | D-6-5920-0102 |      |
| Wasserlos (Standort) | Untertägige Teile der frühneuzeitlichen ehemalige Schlosskapelle St. Katharina von Wasserlos.                               | D-6-5920-0103 |      |
| Wasserlos (Standort) | Siedlung der Urnenfelderzeit oder der Hallstattzeit.                                                                        | D-6-5920-0157 |      |